# Alpine A424
Der Alpine A424 ist ein Prototyp, der 2023 bei Oreca für Sportwagenrennen gebaut wurde.

## Entwicklungsgeschichte und Technik
Als der Alpine A424 im Rahmen des 24-Stunden-Rennens von Le Mans 2023 vorgestellt wurde, bekamen die Anwesenden einen Rückblick über die Aktivitäten des Sportwagenherstellers Alpine präsentiert. Schon bald nach der Gründung des Unternehmens durch Jean Rédélé begann die erfolgreiche Motorsportgeschichte. Als der Renault-Konzern unter der damaligen Leitung von Pierre Dreyfus Alpine 1973 übernahm, gab es längst Klassensiege in Le Mans. Danach gewann Alpine mit dem A110 die Rallye-Weltmeisterschaft 1973 und mit dem A442 und dem Fahrerduo Didier Pironi/Jean-Pierre Jaussaud das 24-Stunden-Rennen von Le Mans 1978. Mit dem Beginn der FIA-Langstrecken-Weltmeisterschaft 2012 war die Marke mit unterschiedlichen Rennwagenmodellen auch dort. Die Renneinsätze der Alpine A470 und 480 führte dabei der französische Rennstall Signature-Plus durch. Außerdem laufen seit 2021 die Fahrzeuge des Renault-Konzerns in der Formel-1-Weltmeisterschaft unter der Marke Alpine.
Der A424 ist ein LMDh-Rennwagen. Im Unterschied zu den Le Mans Hypercars bestehen die LMDh-Fahrzeuge in erster Linie aus Einheitsbauteilen. Dazu zählen das auf den aktuellen LMP2-Prototypen basierende Chassis, das Getriebe-Hybrid-System von Xtrac und die integrierte Motor-Generator-Einheit von Bosch; die Batterien liefert Williams Advanced Engineering. Der 3,4-Liter-V6-Motor des A424 ist eine überarbeitete Version des Mecachrome V634-Agreggats, das in der FIA-Formel-2-Meisterschaft verwendet wird.

## Renngeschichte
Zu Beginn der Rennsaison 2024 gab Alpine die sechs Einsatzfahrer und den Ersatzpiloten bekannt. Zu den bisherigen Alpine-Werksfahrern Nicolas Lapierre, Matthieu Vaxivière und Charles Milesi, kamen Paul-Loup Chatin, Ferdinand Habsburg und Mick Schumacher ins Team. Ersatzmann wurde Jules Gounon.

### 2024
Bei den ersten beiden Saisonrennen, dem 1812-km-Rennen von Katar und dem 6-Stunden-Rennen von Imola zeigte es sich, dass der A424 trotz ausgiebiger Testarbeit, noch einem Rückstand gegenüber der Konkurrenz aufweist. Dennoch gelang dem Wagen mit der Nummer 35 in Katar der siebte Gesamtrang und dem A424 gleich beim Debüt die ersten Weltmeisterschaftspunkte.

## Statistik

### Einzelergebnisse in der FIA-Langstrecken-Weltmeisterschaft
| Saison | Team                  | Startnummer | Fahrer                                                             | 1   | 2   | 3   | 4   | 5   | 6   | 7   | 8   |
| ------ | --------------------- | ----------- | ------------------------------------------------------------------ | --- | --- | --- | --- | --- | --- | --- | --- |
| 2024   | Alpine Endurance Team | 35          | Paul-Loup Chatin Ferdinand Habsburg Charles Milesi Jules Gounon    | KAT | IMO | SPA | LEM | SAO | AUS | FUJ | BAH |
| 2024   | Alpine Endurance Team | 35          | Paul-Loup Chatin Ferdinand Habsburg Charles Milesi Jules Gounon    | 7   | 13  | 9   | DNF | 12  | 5   | 7   | 9   |
| 2024   | Alpine Endurance Team | 36          | Nicolas Lapierre Matthieu Vaxivière Mick Schumacher Charles Milesi | KAT | IMO | SPA | LEM | SAO | AUS | FUJ | BAH |
| 2024   | Alpine Endurance Team | 36          | Nicolas Lapierre Matthieu Vaxivière Mick Schumacher Charles Milesi | 11  | 16  | 12  | DNF | 10  | 9   | 3   | 4   |
| 2025   | Alpine Endurance Team | 35          | Paul-Loup Chatin Ferdinand Habsburg Charles Milesi                 | KAT | IMO | SPA | LEM | SAO | AUS | FUJ | BAH |
| 2025   | Alpine Endurance Team | 35          | Paul-Loup Chatin Ferdinand Habsburg Charles Milesi                 | 14  | 13  | 8   | 9   | 33  |     |     |     |
| 2025   | Alpine Endurance Team | 36          | Jules Gounon Frédéric Makowiecki Mick Schumacher                   | KAT | IMO | SPA | LEM | SAO | AUS | FUJ | BAH |
| 2025   | Alpine Endurance Team | 36          | Jules Gounon Frédéric Makowiecki Mick Schumacher                   | 13  | 3   | 3   | 10  | 9   |     |     |     |